# МКС-63
МКС-63 — шестьдесят третья долговременная экспедиция Международной космической станции (МКС), которая началась в момент отстыковки корабля «Союз МС-15» 17 апреля 2020 года, 01:53 UTC. Экспедицию начал экипаж из трёх человек, перешедших из экспедиции МКС-62.
31 мая 2020 года, 14:16 UTC экипаж пополнили два астронавта — участники полёта SpaceX DM-2, которые проработали на МКС в течение двух месяцев до 1 августа 2020 года, 23:34 UTC (момент отстыковки корабля SpaceX DM-2). Запуск SpaceX DM-2 состоялся 30 мая 2020 года, что стало первым пилотируемым полётом корабля серии Dragon 2, а также первым американским пилотируемым космическим полётом после завершения программы Спейс Шаттл в 2011 году и первым пилотируемым полётом, обеспеченным частной компанией (SpaceX).
С 1 августа по 14 октября 2020 года экипаж экспедиции вновь сократился до трёх человек.
14 октября 2020 года, 08:48 UTC экипаж расширился до шести человек в момент стыковки корабля «Союз МС-17». Завершилась экспедиция 21 октября 2020 года, 23:32 UTC в момент отстыковки корабля «Союз МС-16».

## Экипаж
| Должность   | 17.04—31.05.20       | 31.05—01.08.20    | 01.08—14.10.20    | 14.10—21.10.20    | № полёта | Корабль доставки |
| ----------- | -------------------- | ----------------- | ----------------- | ----------------- | -------- | ---------------- |
| Командир    | Кристофер Кэссиди    | Кристофер Кэссиди | Кристофер Кэссиди | Кристофер Кэссиди | 3        | Союз МС-16       |
| Бортинженер | Анатолий Иванишин    | Анатолий Иванишин | Анатолий Иванишин | Анатолий Иванишин | 3        | Союз МС-16       |
| Бортинженер | Иван Вагнер          | Иван Вагнер       | Иван Вагнер       | Иван Вагнер       | 1        | Союз МС-16       |
| Бортинженер |                      | Даглас Хёрли      |                   |                   | 3        | SpaceX DM-2      |
| Бортинженер | Роберт Бенкен        | 3                 |                   |                   |          | SpaceX DM-2      |
| Бортинженер |                      |                   |                   | Сергей Рыжиков    | 2        | Союз МС-17       |
| Бортинженер | Сергей Кудь-Сверчков | 1                 |                   |                   |          | Союз МС-17       |
| Бортинженер | Кэтлин Рубинс        | 2                 |                   |                   |          | Союз МС-17       |

## Ход экспедиции

### Выходы в открытый космос
- 26 июня 2020 года, Кристофер Кэссиди и Роберт Бенкен, выход из модуля «Квест» длительностью 6 ч 7 мин для замены аккумуляторов станции: астронавты демонтировали 5 из 6 старых водородно-никелевых батарей и установили две новые литий-ионные батареи[3].
- 1 июля 2020 года, Кэссиди и Бенкен, выход из модуля «Квест» длительностью 6 ч 1 мин для замены аккумуляторов станции: астронавты завершили начатые 26 июня работы по замене шести водородно-никелевых батарей на три более мощные литий-ионные, доставленные на МКС в мае японским грузовым кораблем «Kounotori 9» («Аист-9»)[4].
- 16 июля 2020 года, Кэссиди и Бенкен, выход из модуля «Квест» длительностью 6 ч 00 мин для продолжения работ по замене старых аккумуляторов солнечных панелей МКС: демонтаж пяти из шести устаревших никель-водородных аккумуляторов на опорном сегменте S6 фермы МКС, которые накапливают и распределяют энергию от солнечных панелей, и установка вместо них три новых более мощных литий-ионных аккумуляторов[5].
- 21 июля 2020 года, Кэссиди и Бенкен, выход из модуля «Квест» длительностью 5 ч 29 мин, астронавты установили на корпусе станции платформу RiTS (Robot Tool Stowage), где будут храниться две роботизированные системы RELL (Robotic External Leak Locators), способные выявлять утечки газов из корпуса станции; они также демонтировали узел H-fixture у основания фермы, на которой установлены солнечные батареи, который не удалось снять во время выхода в космос 1 июля, когда Боб Бенкен перепробовал несколько инструментов для того, чтобы открыть крышку, слишком плотно прилегающую к корпусу; астронавты также провели на американском модуле Tranquility подготовительные работы для установки нового шлюза[6][7].

### Принятые грузовые корабли
- Прогресс МС-14, запуск и стыковка 25 апреля 2020 года к кормовому узлу модуля «Звезда».
- Kounotori 9, запуск 20 мая 2020 года, захват и пристыковка к надирному узлу модуля «Гармония» 25 мая 2020 года.
- Прогресс МС-15, запуск и стыковка 23 июля 2020 года к надирному узлу модуля «Пирс».
- Cygnus CRS NG-14, запуск 3 октября 2020 года, захват и стыковка к надирному узлу модуля Unity манипулятором SSRMS 5 октября 2020 года.

### Отстыкованные грузовые корабли
- Cygnus CRS NG-13, отстыковка и отделение от надирного узла модуля Unity манипулятором SSRMS 11 мая 2020 года, затопление 29 мая 2020 года.
- «Прогресс МС-13», отстыковка от надирного узла модуля «Пирс» и затопление 8 июля 2020 года.
- Kounotori 9, отстыковка и отделение от модуля «Гармония» манипулятором «Канадарм2» 18 августа 2020 года, затопление 20 августа 2020 года.